# Фортунат из Тоди
Фортуна́т (умер в 537 году) — епископ Тоди, святой (день памяти — 14 октября).
По преданию, святой Фортунат защищал Тоди во время нашествия остготов. Святой Фортунат почитается покровителем этого города.
Похвалу святому Фортнату составил Григорий Великий, который называл его человеком великой добродетели, который заботился о лечении больных. Григорий, который родился примерно в то время, когда Фортунат умер, очень интересовался житием этого святого. Григорий Великий писал о том, что «к нему привели некоего бедного старика, потому что я всегда любил поговорить. Когда я спросил откуда он, то, услышав, что он был из города Тоди, я спросил его, знал ли он епископа Фортуната. Он сказал, что знал его очень хорошо. „Тогда прошу Вас“, — сказал я: „расскажите, знаете ли Вы какие-нибудь чудеса, которые он сотворил. И, поскольку я очень желал об этом знать, он объяснил мне, каким человеком святой Фортунат“».

## Почитание
В Тоди находится храм, посвящённый святому Фортунату, где находятся его мощи. Этот был сначала раннехристианский замок VII века. В 1292 году новое готическое сооружение было заложено францисканцами. В крипте содержатся мощи Фортуната и иных святых, а также могила Якопоне да Тоди.

## Галерея
- Храм св.Фортуната
- Храм св.Фортуната